# Autberto
Autberto o Autbertus o Odberto (... – 936) fu vicecomes e poi conte dal 913 della contea di Asti nel X secolo, sotto la dominazione Anscarica.

## Biografia
Nel 924 il visconte Autberto di legge franca, ricevette in dono da re Rodolfo il Castelvecchio d'Asti. Il lascito avvenne su intercessione di Ermengarda di Tuscia, moglie di Adalberto I d'Ivrea e madre di Anscario. Questo fa supporre che i legame tra Autberto e gli Anscarici fosse di subordinazione verso questi ultimi.
In seguito Autberto ricoprì anche la carica comitale, ma con la venuta di re Ugo avversario degli Anscarici, fu costretto ad abbandonare la carica e ritirarsi a vita monastica presso l'abbazia di Novalesa.
Dopo la sua morte (936), il figlio di Autberto, Wido vendette il Castelvecchio al marchese Anscario II, che così facendo cercava di riappropriarsi direttamente il controllo sulla città di Asti. Questo disegno di rafforzamento territoriale però non poté andare a compimento. Dopo poco tempo infatti, Anscario II venne trasferito per volontà di Ugo di Provenza a Spoleto dove trovò la morte.
Dei tre figli del visconte, Wido divenne chierico e notaio nella diocesi milanese.
Berta andò in sposa ad un certo Girardus, da cui ebbe il figlio Autbertus. Padre e figlio divennero monaci presso il monastero di San Benigno di Fruttaria.

Adalbertus, rimase nella contea di Asti precisamente ad Agliano.